# Spalacopsis fusca
Spalacopsis fusca là một loài bọ cánh cứng trong họ Cerambycidae.